# Scribus
Scribus（スクライバス）は、オープンソースなDTP（デスクトップパブリッシング）ソフトウェア。動作OSは、Linux、UNIX、macOS、OS/2およびWindows（NT系）。
Adobe PageMakerやQuarkXPress、Adobe InDesignの様に高度なページレイアウト機能を持つ。

## 概要
Scribus は、柔軟なレイアウト構成、植字およびプロ品質のイメージセッティング装置のためのファイル調整や、動的・対話的なPDFのプレゼンテーションや組み版の作製を目的として設計されており、使用目的としては新聞、パンフレット、会報、ポスターや冊子などがある。
Scribus は、SVGを含み広範な画像形式ファイルの利用が可能となっており、CMYKやICC プロファイルによるカラーマネージメント機能がPythonによるスクリプトとして組み込まれており、24以上の言語で利用可能である。
印刷は、組み込みのレベル3 PostScriptドライバによって行われ、TrueTypeやType 1、OpenType等のフォント埋め込みもサポートされている。また、このドライバはレベル2 PostScriptを完全にサポートしている。
PDFへの対応は透過、暗号化および入力可能なフォーム、注釈、ブックマークを含む。PDF のエクスポートは問題無いが、インポートと編集は出来ない。またScribusがエクスポートしたPDFファイルは、プロポーショナルフォントを含む場合Acrobat Readerで検索することが出来ない
。
ファイルフォーマットはSLAと呼ばれ、XMLで記述されている。OpenDocumentのテキスト形式ファイルやリッチテキスト、マイクロソフトワード形式およびHTML形式のファイルが（制限はあるものの）インポートが可能である。
Scribusは QuarkXPressやMicrosoft Publisher、InDesignなどの商用ソフトウェアのネイティブフォーマットを読み込んだり書き込んだりすることは出来ない。開発者はこれらファイルフォーマットのリバースエンジニアリングは非常に複雑であり、またこれらのソフトウェアの開発元から法に訴えられる恐れがあると考えている
。
組版については日本語のフォントは使えるものの、日本語特有の組版規則には対応しておらず、縦書き・右綴じ・ルビ・四分アキなどには対応していない。また禁則処理では、追い込み・ぶら下げには対応しておらず、追い出しのみの対応となっている。アラビア語のような右横書き言語にも対応していない。そのため、日本語での組版には適していない。

## 改良の歴史
| バージョン | 特徴 |
| ---------- | --- |
| 1.4.0      | アプリケーションフレームワークがQt3→Qt4, レンダーフレーム追加, インポートファイルフィルター強化等。 |
| 1.4.1      | 1.4.0安定版のバグ修正と強化部分を含む最初のポイントリリース。 |
| 1.4.2      | Microsoft Windows 64ビット版に対応。LinuxとUNIXだけで動作したスペルチェッカーがクロスプラットフォームになった。 |
| 1.4.3      | Haiku OSポート追加, 職業的需要に応えるカラーツール群強化, QRコードに対応, 政府機関(加, 独, 蘭, 英)のカラーパレット追加。 |
| 1.4.4      | Software Consulting Services(LLC)およびアメリカ新聞協会と提携し新聞出版の領域に進出した。 |
| 1.4.5      | Barcode Writer in Pure PostScript の最新版を含む。Scripter の更新により PDF への出力調整の自由度向上。Scripter に 新コマンド applyMasterPage() が加わり既存のマスターページを適用できるようになった。 |
| 1.4.6      | 1.5シリーズで実装された機能を追加したバグ修正版。SVGブレンドモード、CIE LAB と CIE HLCを含む４つのカラーパレットへの対応等。 |
| 1.4.7      | 2018-04-27発行。1.4シリーズの最終版になると想定されていた。ほぼバグ修正のみ。 |
| 1.4.8      | 2019-03-05発行。1.4シリーズの最終版になる予定。ほぼバグ修正とアップデートのみ。 |
| 1.5.0      | 1.5.x は次期安定版である 1.6.0 の見本版。特長的機能が 1.4 シリーズと比較してほぼ倍増した。 PDF/X-4 と Microsoft の XPS への出力に対応した。 |
| 1.5.1      | アイコン一新。RTF と DOCX の読込に対応。CIE L*a*b* および CIE HLC カラーモデルに対応。 |
| 1.5.2      | アラビア語, ヘブライ語, 中国語, ヒンディー語等への対応に備えてテキスト・レイアウト・エンジンが初めから書き直された。 |
| 1.5.3      | キャンバス上の文字入力とテキスト描画高速化。フォント選択時のフォントプレビュー実装等。 |
| 1.5.4      | カラーパレットがISO規格CxF3に対応。実験段階であるもののZonerDraw文書(バージョン4,5)とQuarkXPress文書(バージョン3,4) の読込に対応等。 |
| 1.5.5      | ダークUIカラースキーム使用可能。Scripter新コマンド多数追加。Windows 10とMac OS Xの最新版での動作信頼性向上等。 |
| 1.5.6      | コンテキスト感知コンテントパレット導入。埋め込みOpenTypeフォントを含むPDF1.6出力, Markdownインポートファイルフィルター追加等。 |
| 1.5.7      | PDF/X-4におけるOpenTypeフォントの埋め込みを改良した。マージン, ボタン, ウィジェットサイジングに関するユーザーインターフェースの統一化と標準化。 |
| 1.5.8      | バグ修正及び信頼性と速度向上のためのコード最適化。UI、ファイル読込、PDF出力等の改良。 |
| 1.6.0      | 2024-01-01公開。全面的な改良により速度と信頼性が向上。UI一新、新アイコン、ライト／ダークモード。辞書等のオンラインリソース用リソースマネージャー。高解像度画面でのキャンバス描画改良。バーコードプラグイン更新。スクリプティングエンジンに新コマンドを追加しスクリプトによる文書作成がより柔軟かつ容易になった。スクリプト用Python: バージョン２→３。Adobe Illustratorのようなマスターオブジェクト機構導入（シンボルを改変するとそのクローンも改変される）等。 |
| 1.6.1      | テキストラップとハイフネーション両機能の修正が主な内容。 |